# Gare de Wissous
Gare de Wissous vasútállomás Franciaországban, Wissous településen.

## Vasútvonalak
Az állomást az alábbi vasútvonalak érintik:
- Choisy-le-Roi-Massy - Verrières-vasútvonal

## Kapcsolódó állomások
A vasútállomáshoz az alábbi állomások vannak a legközelebb: